# Giancarlo Giudice
Giancarlo Giudice (Torino, 11 marzo 1952) è un serial killer italiano, ritenuto colpevole dell'omicidio di nove donne tra il 1983 e il 1986.

## Biografia
Giancarlo Giudice nacque a Torino nel 1952, il padre Primo era originario di Vercelli ed era un reduce della campagna di Russia, lavorava come operaio della FIAT, rozzo e alcolista. Era molto legato alla madre, che si ammalò di cuore quando Giancarlo aveva otto anni, ed egli cominciò a curarla. Venne rinchiuso nel Collegio Don Orione di Fubine Monferrato e all'età di tredici anni seppe, solo dopo i funerali, della morte della madre. Tentò il suicidio ingerendo delle pastiglie dell'infermeria e per questo motivo venne subito rispedito a casa dal padre.
Durante il servizio militare come alpino fuggì dalla caserma e tornò a casa, per questo motivo venne condannato al carcere militare. Condonata la pena concluse il servizio militare in fanteria. Il padre si risposò e si trasferì con la nuova moglie in Calabria e lui rimase a Torino. In questo periodo cominciò a fare uso di cocaina e LSD e cambiò spesso lavoro.
A 25 anni cominciò a lavorare come autotrasportatore per una ditta di Brandizzo, poi però si licenziò e nel 1979 iniziò a lavorare come camionista per la ditta di autotrasporti Zanzone di Cigliano e dai colleghi era conosciuto come uno stacanovista. Acquistò successivamente una casa in via Cravero, 33, nel quartiere periferico di Regio Parco.

### Gli omicidi
Il 27 dicembre 1983 incontrò in strada Settimo la prostituta quarantenne di origine siciliana Francesca "Franca" Pecoraro e la uccise a casa sua, poi nella notte rubò una Bianchina da un garage nella stessa via dove abitava e bruciò l'auto con dentro il cadavere in via Enna in zona Barriera di Stura. Il cadavere venne riconosciuto dalla polizia scientifica di Roma da un frammento di polpastrello solo nell'agosto del 1986.
Il primo dell'anno del 1984 incontrò la prostituta quarantottenne di origine lucana Annunziata "Nunzia" Pafundo che era stata condannata per infanticidio e la strangolò, poi abbandonò il corpo nudo a Mezzi Stura di Settimo Torinese; il corpo venne ritrovato l'8 gennaio e il cadavere venne riconosciuto a fine mese.
Il 26 marzo 1984 incontrò la prostituta ventiquattrenne Lidia Geraci in corso Polonia e tentò di ucciderla, ma la donna disse di avere tre figli e per questo motivo la risparmiò.
Il 19 marzo 1985 strangolò Giovanna "Gianna" Bricchi che era costretta a fare la prostituta a causa della tossicodipendenza del figlio e gettò il cadavere nel Po, poi a fine marzo accoltellò alla gola la prostituita Addolorata Benvenuto e gettò il cadavere nello Stura di Lanzo.
Nel febbraio 1986 incontrò sul Lungo Dora Voghera la sua zia prostituta Maria Rosa Corda; tre settimane dopo, nello stesso posto, la prostituta Laura Belmonte, entrambe strangolate con una calza a casa sua, nella camera da letto dei suoi genitori. Dopo aver legato mani e piedi con fili elettrici, trasportò entrambi i cadaveri avvolti in una coperta e li gettò in un canale tra Villareggia e Saluggia.
Nell'aprile 1986 uccise con un colpo a bruciapelo la prostituta Maria Galfrè e portò il cadavere in una baracca vicino allo Stura di Lanzo, quindi bruciò la baracca. Il 21 maggio seviziò e strangolò con una calza di nylon la prostituita Clelia Mollo nell'appartamento dove riceveva i clienti in via XX Settembre, 10.
Giudice affermò di aver ucciso queste otto prostitute perché erano tutte brutte, sporche e anziane, e perché assomigliavano alla sua matrigna.
Il 28 giugno 1986 a Castello d'Annone caricò sulla sua Fulvia coupè la sua ultima vittima, la prostituta Maria Rosa Paoli, ex terrorista affiliata ai NAP e la uccise con due colpi di pistola per motivi economici a Rocchetta Tanaro. Nascose il corpo nella vegetazione a Cortiglione. Un'ora dopo venne fermato dalla polizia per il controllo documenti ed i poliziotti trovarono due armi con le cartucce ed il sedile della sua auto macchiato di sangue, oltre ad uno straccio intriso di sangue della sua ultima vittima.

### L'arresto e il processo
Il delitto di Clelia Mollo venne scoperto il 24 maggio, da subito cominciò con difficoltà la caccia al killer; nello stesso periodo tutti i luoghi frequentati da prostitute divennero deserti. 
Subito dopo la scoperta dell'ultimo omicidio venne arrestato e confessò subito l'ultimo omicidio e dove aveva nascosto il cadavere, venne portato al carcere delle Molinette a Torino e poi nell'Ospedale psichiatrico giudiziario di Reggio Emilia e ad agosto confessò tutti i suoi delitti. In seguito venne trasferito nel carcere di Ivrea. 
Al processo di primo grado il 22 marzo 1989 venne condannato a 24 anni per ciascun delitto, quindi all'ergastolo, e ritenuto sano di mente dalla Corte d'Assise di Torino presieduta da Vladimiro Zagrebelsky, invece il PM Francesco Saluzzo e l'avvocato difensore Savino Bracco chiesero la seminfermità di mente e trent'anni di carcere
Nell'agosto 1989 tentò di strangolare la guardia Giancarlo Putzu che si era avvicinato alla sua branda, ma venne subito salvato dalle altre guardie carcerarie, per questo tentato omicidio venne condannato a otto anni di carcere. In secondo grado venne dimostrata la sua seminfermità e venne condannato a trent'anni di carcere più tre anni di Ospedale psichiatrico giudiziario.
Venne scarcerato il 25 ottobre 2008 dopo aver scontato poco più di 22 anni di carcere ed attualmente vive con una nuova identità in una località ignota.

## Delitti
- Francesca Pecoraro di 40 anni, uccisa il 28 dicembre 1983 a casa di Giudice e trovata carbonizzata su una Bianchina a Basse di Stura
- Annunziata Pafundo di 48 anni, uccisa il 1º gennaio 1984 a casa di Giudice e sepolta sotto la neve a Mezzi Po di Settimo Torinese
- Giovanna Bicchi di 64 anni, strangolata a Torino il 19 marzo 1985 e gettata nel Po
- Addolorata Benvenuto di 47 anni, accoltellata il 21 marzo 1985 a Torino e gettata nello Stura di Lanzo
- Laura Belmonte di 66 anni, strangolata a Torino nel febbraio 1986 a Torino e gettata in un canale a Saluggia
- Maria Rosa Corda di 44 anni, strangolata a Torino nel febbraio 1986 e gettata nel canale Risale Rocca a Villareggia
- Maria Galfrè di 44 anni, uccisa con un colpo a bruciapelo all'inizio dell'aprile 1986 e il cadavere bruciato in una baracca lungo il torrente Stura di Lanzo
- Clelia Mollo di 58 anni, strangolata con una calza il 21 maggio 1986 a casa sua, nel centro di Torino
- Maria Rosa Paoli di 36 anni, uccisa il 28 giugno 1986 a Rocchetta Tanaro